# Barret cònic asiàtic

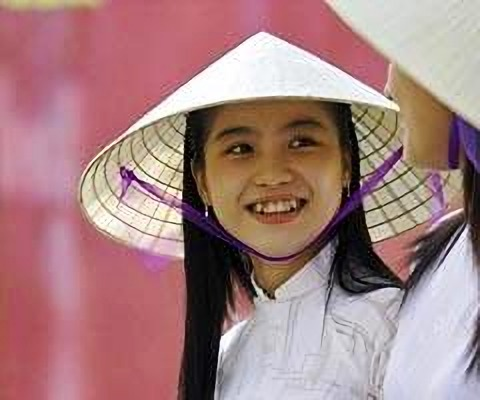
Barret cònic vietnamita nón lá

El barret cònic asiàtic és un estil senzill del barret cònic originari de l'est, sud, i sud-est de l'Àsia, particularment Bangladesh, Bhutan, la Xina, Cambodja, l'Índia, Indonèsia, el Japó, Corea, Malàisia, Myanmar, les Filipines, parts de la Manxúria russa i el Vietnam.
Es lliga al cap amb una peça de tela (sovint seda). Aquest estil de barret és utilitzat principalment com a protecció del sol i pluja. El barret es pot submergir en aigua i usat com un dispositiu de refrigeració evaporativa improvisada.
A la Xina, era associat típicament amb pagesos, mentre que els mandarins portaven gorres circulars més estanques, especialment a l'hivern.
A les Filipines, el tipus normal és usat normalment pels agricultors, però els nobles en portaven un adornat amb joies o feta de petxines de tortuga i un pic en la part superior. Va ser usat pels soldats nadius de l'exèrcit colonial espanyol durant els últims anys de l'època colonial espanyola.
De la mateixa manera a l'Índia i Borneo, el barret cònic era usat pels plebeus durant el seu treball diari, però barrets de colors i més decorats s'utilitzaven per a les festivitats.
En xinès, s'anomena dǒulì (斗笠). Al Japó s'anomena sugegasa (菅笠) (菅笠?); do'un, a Cambotja, i caping a Indonèsia. A Corea, el barret s'anomena satgat (삿갓). Al Vietnam, s'anomena nón lá (barret de fulla).

## Galeria

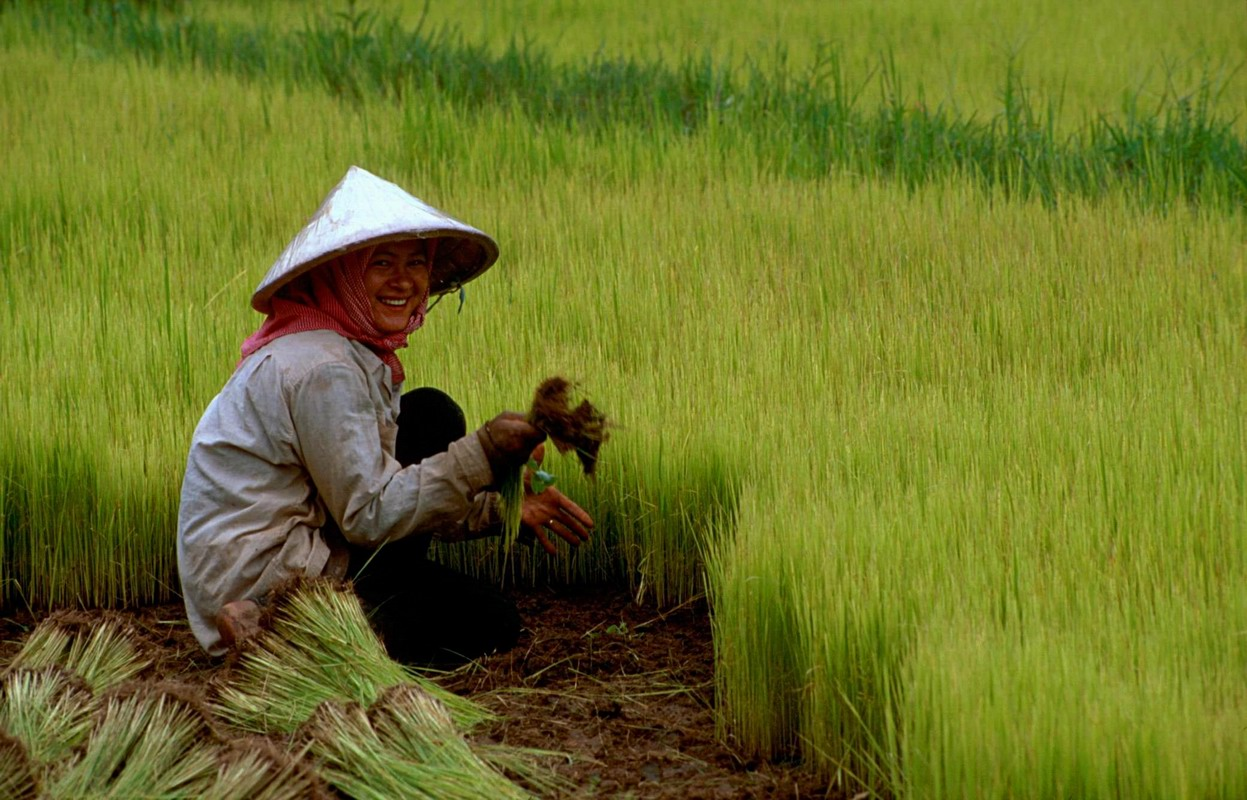
Pagès d'arròs al nord de Cambotja del nord portant un do'un.
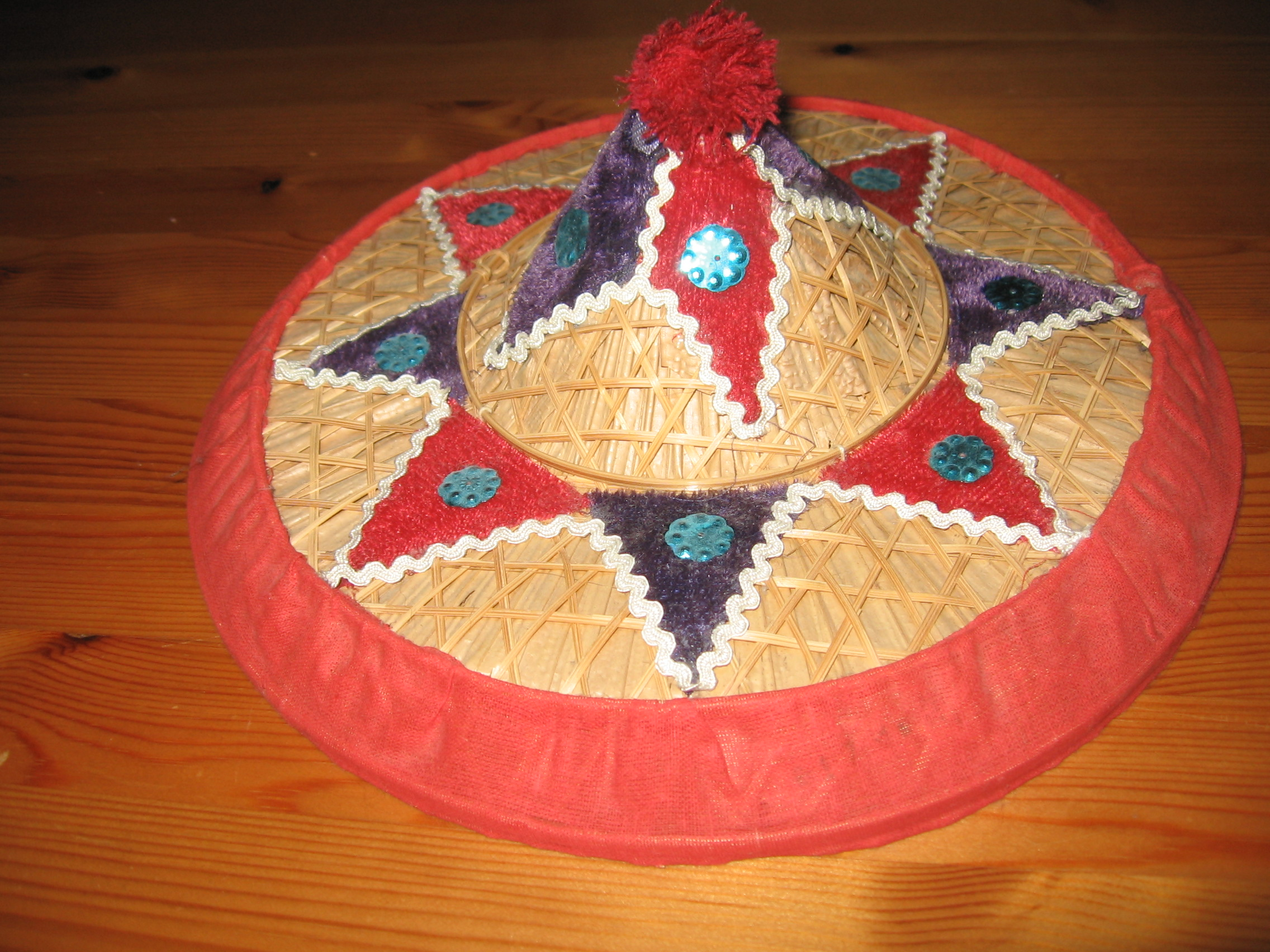
Un jaapi asamés fet principalment de bambú i fulles.
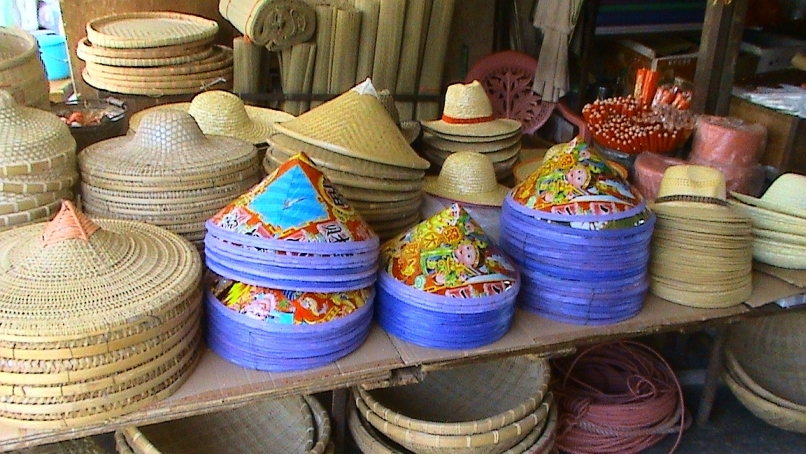
Una selecció de barrets cònics de Hainan, Xina.
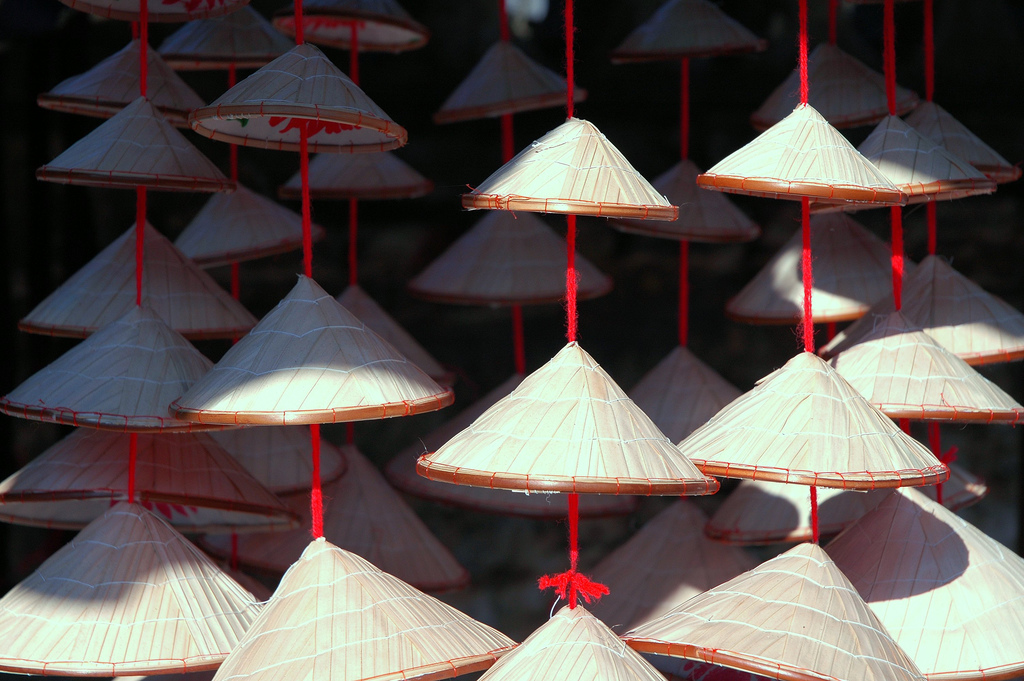
Souvenir nón lá per a turistes.
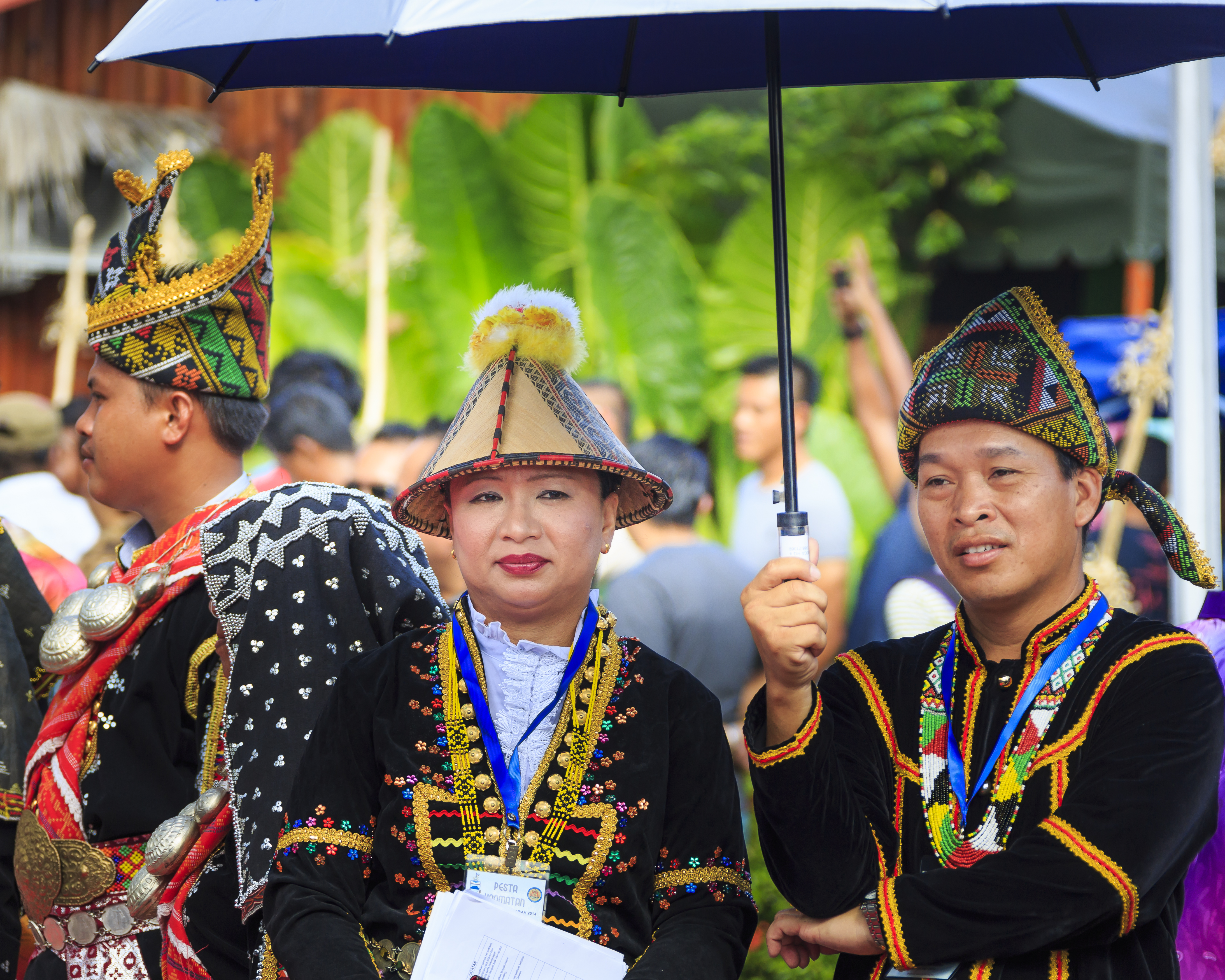
Barret cònic de Malàisia
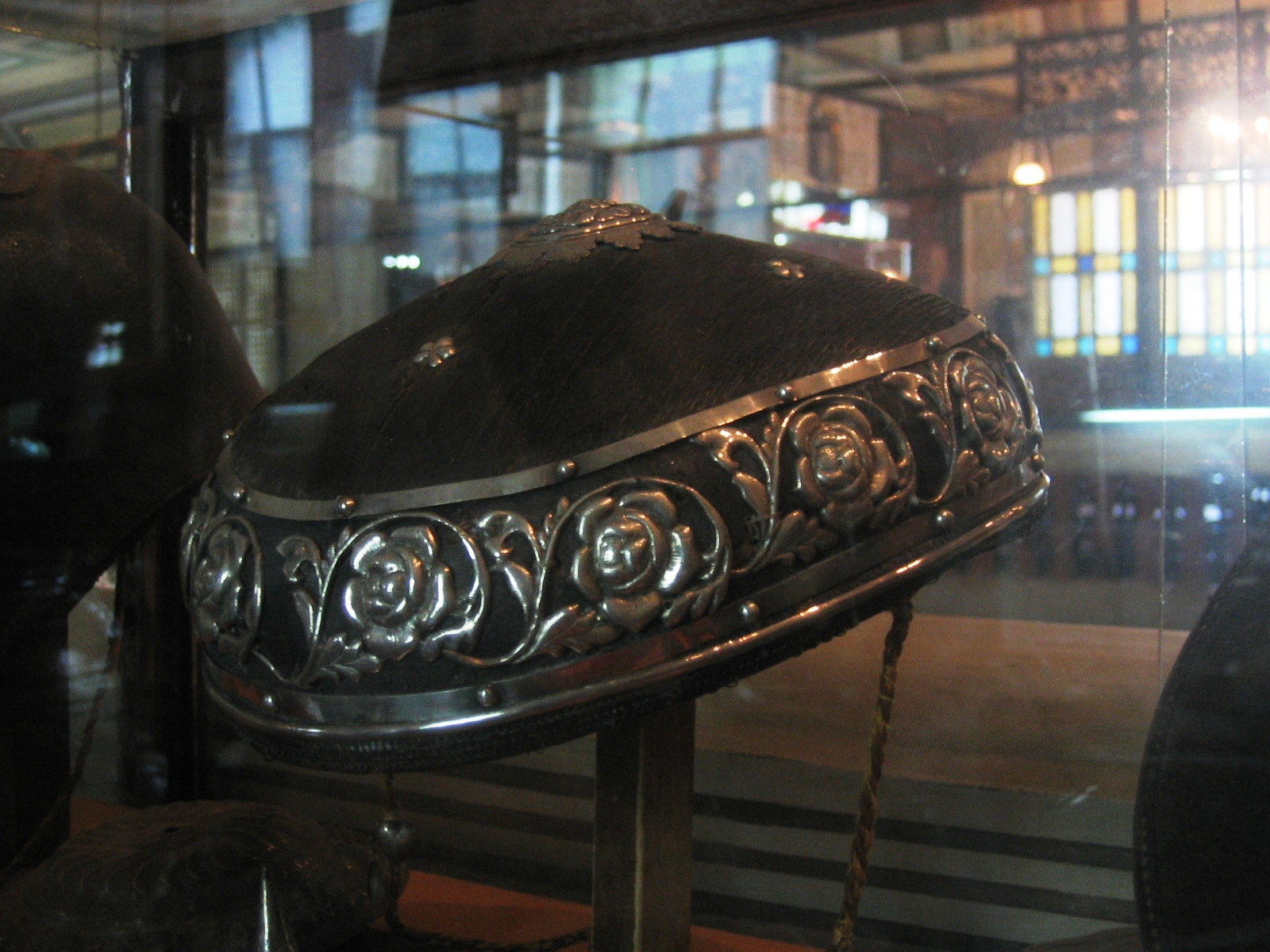
Un Salakot filipí de plata per a un Gobernadorcillo o un Cabeza de baranggay